# Templo de Vénus e Roma

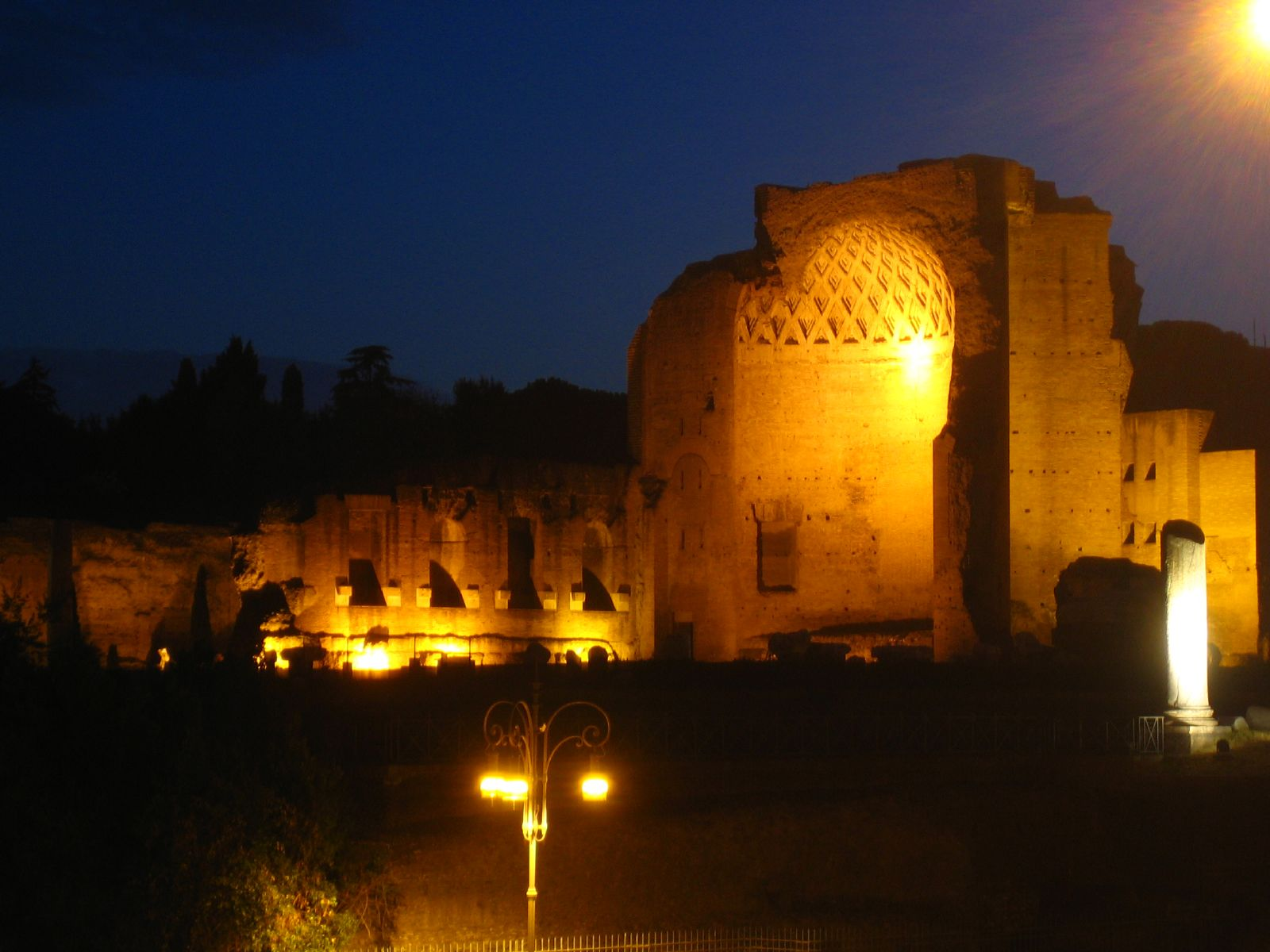
Templo de Vénus e Roma, Abside

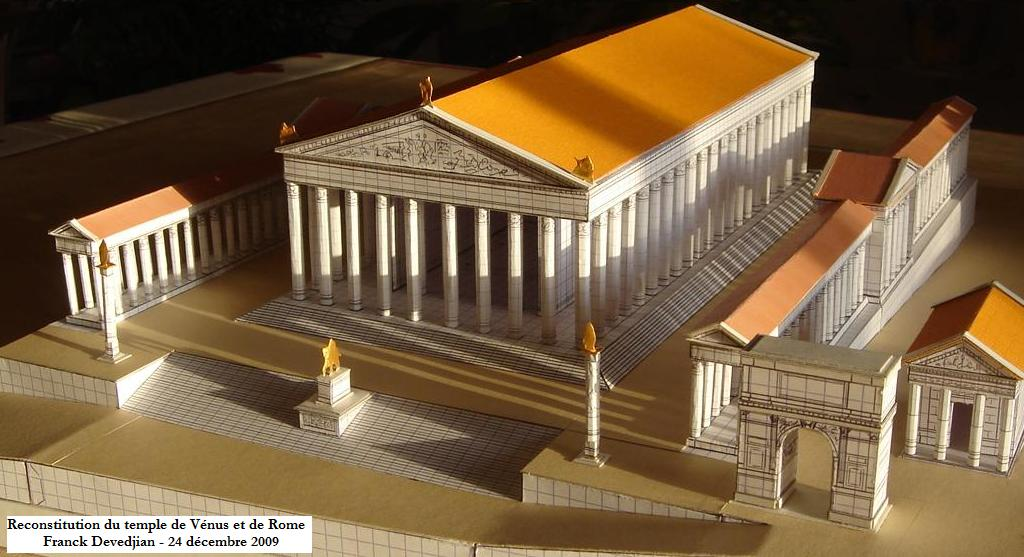
Reconstrução do Templo de Vénus e Roma

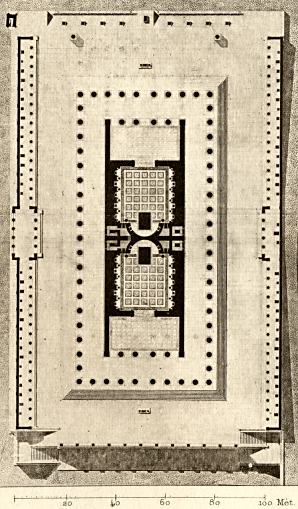
Templo de Vénus e Roma - planta

Templo de Vénus e Roma (português europeu) ou Vênus e Roma (português brasileiro) (em latim: Templum Veneris et Romae) está situado no extremo leste do Fórum Romano próximo do Coliseu. Foi um dos maiores templos de Roma, dirigidos às divindades de Vénus Félix e Roma Eterna. Construído pelo imperador Adriano (r. 117–138), sua edificação teve início em 121 e foi inaugurado quatorze anos depois, em 135. Contudo, foi terminado só em 141, por Antonino Pio (r. 138–161), imperador romano de 138 a 161.

## História
Adriano construiu o Templo de Vénus e Roma sobre os restos da Casa Dourada, e para isso foi necessário mover a gigante estátua de Nero, o Colosso de Nero, que se situava perto do Anfiteatro Flaviano, apelidado posteriormente de Coliseu precisamente pela denominação da respetiva estátua. O arquiteto predilecto de Adriano, Apolodoro de Damasco, zombaria por momentos do tamanho das estátuas do templo, fato esse que motivou a cólera do imperador, que o ordenou ao exílio e, subsequentemente, executarem-no.
A deusa Vénus teria se relacionado com Marte, o Senhor da Guerra, e desta união teria nascido Amor, também conhecido como Cupido. Roma, a divindade que representava o estado romano, também foi aqui homenageada. Foi o maior templo pagão da História de Roma, tendo oficialmente 1877 anos de idade (em 2012). Foi construído por vontade do imperador Adriano. A construção da obra teve a duração de 20 anos sendo que ficou concluída no ano 141.
Em 307, o templo sofreu um incêndio devastador, o que deveu a sua restauração ao imperador Magêncio. Esta restauração modificou o projeto original pela introdução de êxedras, nichos semicirculares na parte de trás de cada lote e pavimentação do piso com mármore policromado. Ulteriormente, o edifício havia sofrido outra alteração às mãos de Flávio Eugénio entre 392 e 294. Tempo depois, no século IX, destruído por outro incêndio, o Templo de Vénus e Roma foi convertido a uma igreja, apelidada de Santa Maria Nova, pelo Papa Leão IV em 850. Em 1615, foi mais uma vez restaurado e consequentemente rebatizado de Santa Francisca Romana.
A igreja atingiu enormes proporções, com 145 metros de comprimento e 100 de largura. Consistia em duas grandes micelas onde se localizavam, respectivamente, cada uma das duas deusas a que o templo foi dedicado. Estas parcelas estavam dispostas simetricamente, no centro de toda a estrutura. O salão principal do templo é grandioso, com 46 metros de altura. Nesse mesmo local, situava-se a estatua de Vênus, cercada de colunas de mármore piperino. À estátua, os recém casados solicitavam a bênção dos deuses. A que continha a estátua da deusa Roma residia a oeste e para leste situava-se a divisão que continha a deusa Vénus. Na entrada de cada foram colocadas quatro colunas.
O imperador Adriano organizou expedições ao Norte de África e ao Leste Europeu, conseguindo assim o mármore de cor intensa. Visto que Nero teria morrido, Adriano utilizou a estátua de bronze de Nero e adaptou a para ele mesmo e acrescentou um símbolo do Sol. O imperador introduziu inscrições, nomeando as respectivas divindades, que destacavam a palavra "amor"; como amor é Roma soletrado na direcção inversa, isto produziu um interessante efeito simétrico.

### Na atualidade
Hoje em dia, do templo preserva-se apenas um tomo do edifício, visto que grande parte desmoronou pelas mais diversas adversidades do tempo.
Parcialmente destruído também por incêndios e terremotos, o edifício, nos últimos 30 anos, fechou as portas para restauração. Mais de 30 artistas passaram por lá.
Os problemas de infiltração de água foram resolvidos e todos os mármores do piso recompostos.
Após 30 anos de restauração, o maior templo pagão da Roma Antiga foi reaberto ao público.